# Naitō Jōsō
Naitō Jōsō(en japonés:内藤 丈草, 1662 – 29 de marzo de 1704) poeta japonés,  uno de los principales discípulos de Bashō, siendo un respetado poeta haiku durante la era Genroku. Comenzó siendo un samurái de Owari, pero dejó el servicio militar y por problemas de salud. Al fallecer Bashō, le guardó luto durante tres años y fue su seguidor devoto de por vida.

## Haikus de Naitō Jōsō
- Montañas y planicies/ son llevadas por la nieve --/ nada queda
- No hay que trepar/ a cosas --/ rana flotante.[3]
- Estas ramas/florecieron antes --/ flores que caen.[3]
- Un relámpago/parte en dos y golpea/la cumbre de la montaña.[4]
- Un chisporroteo cae/ como venido del fondo/ de la soledad.[5]